# Guilty Conscience (chanson)
Pour les articles homonymes, voir Guilty Conscience.
Singles de Eminem
Role Model
(1999) Dead Wrong
(2000)
Pistes de The Slim Shady LP
My Name Is Brain Damage
Guilty Conscience est une chanson du rappeur Eminem, en duo avec Dr. Dre, sortie en 1999. Ce fut le troisième et dernier single issu de son premier véritable album, The Slim Shady LP, qui parut également cette année-là.
Au cours des trois couplets, les deux compères se livrent à une bataille verbale, l'un jouant l'ange (Dre) l'autre incarnant le démon (Eminem) présents dans les esprits de trois personnes confrontées à des situations délicates dans leurs vies (braquage, viol, adultère).
À noter qu'il existe également une version remix, très rare et pratiquement introuvable, où interviennent également Ras Kass, Xzibit et Chino en plus d'Eminem (sans Dr. Dre par contre) sur une musique reprenant les mêmes accords et donc la même mélodie mais légèrement modifiée et plus hip-hop.
Eminem enregistre une suite, Guilty Conscience 2, sur son album The Death of Slim Shady (Coup de Grâce) (2024).

## Sample
La chanson reprend un sample de Go Home Pigs de Ronald Stein et le refrain est chanté comme le titre I Will Follow Him, rendu célèbre par le film Sister Act.

## Classements
| Pays / classement (1999)                       | Meilleure position |
| ---------------------------------------------- | ------------------ |
| France (SNEP)                                  | 97                 |
| Allemagne (Media Control Charts)               | 40                 |
| Irlande (IRMA)                                 | 12                 |
| Pays-Bas (Dutch Top 40)                        | 21                 |
| Suède (Sverigetopplistan)                      | 25                 |
| UK Singles Chart (The Official Charts Company) | 5                  |
| UK Hip Hop and R&B Chart                       | 1                  |
| Hot R&B/Hip-Hop Songs (Billboard)              | 56                 |